# Bukit Tunyang
Bukit Tunyang is een bestuurslaag in het regentschap Bener Meriah van de provincie Atjeh, Indonesië. Bukit Tunyang telt 210 inwoners (volkstelling 2010).